# Macrolinus puncticollis
Macrolinus puncticollis es una especie de coleóptero de la familia Passalidae.

## Distribución geográfica
Habita en Java (Indonesia).